# برايان هارجروف
برايان هارجروف (بالإنجليزية: Brian Hargrove)‏ هو كاتب سيناريو أمريكي، ولد في 2 أبريل 1956 في تاربورو في الولايات المتحدة.

## وصلات خارجية
- برايان هارجروف على موقع IMDb (الإنجليزية)
- برايان هارجروف على موقع ميوزك برينز (الإنجليزية)
- برايان هارجروف على موقع قاعدة بيانات برودواي على الإنترنت (الإنجليزية)
- برايان هارجروف على موقع قاعدة بيانات الفيلم (الإنجليزية)
- برايان هارجروف على موقع كينوبويسك (الروسية)